# Sharp (graffiteur)
Pour les articles homonymes, voir Sharp.
 (avril 2010).
Si vous disposez d'ouvrages ou d'articles de référence ou si vous connaissez des sites web de qualité traitant du thème abordé ici, merci de compléter l'article en donnant les références utiles à sa vérifiabilité et en les liant à la section « Notes et références ».
Sharp, de son vrai nom Aaron Goodstone, est un artiste américain, auteur de graffitis, né en 1966 à New York.

## Biographie
Sharp fait naître avec Delta le crew des Ka, les « Kings Arrive », au début des années 1980. C’est sur la ligne 6 du métro new yorkais que celui-ci a été le plus actif.
Sharp, d’origines caribéennes, reçoit une éducation juive qu’il revendique comme influence majeure dans sa peinture.
Dans la tradition juive, il n’existe pas de représentation figurative, et chaque lettre de l’alphabet sacré hébraïque est porteuse de sens. Il explique que son penchant pour l’abstraction lui vient de là.
Sharp a commencé à pratiquer le writing pour se protéger et pouvoir faire abstraction de l’environnement social violent et frustrant dans lequel il a grandi. Il considère le writing comme son « refuge radical » qui lui permet de prendre pieds sur ses émotions afin d’en créer des choses positives, et transmettre des messages en rapport aux injustices sociales qu’il a vécues, ou en hommage à ses amis qu’il a vus se perdre.
L’attaque de l’alphabet moderne occidental est sa quête artistique première. Sharp inclus dans ses peintures ses recherches formelles sur les alphabets grec, hébreu, égyptien et latin, dans l’optique de briser les carcans du langage moderne, et les conditionnements qui s’y rapportent.
Sharp est l’auteur d’un style novateur : l’« Abstract Techno Symbolism ».

« Où je suis né, comme je vis, comme je vois. D’El-Borinquen, Maravilla, jusqu’à Saint-Denis. Je définis mon travail comme techno-symbolisme abstrait. L’évolution de l’alphabet moderne, ou transmettre des messages via des images et symboles abstraits. Je suis largement influencé par les anciens alphabets, particulièrement gothiques, hébreux, égyptiens, grecs, etc., tel les moines du Moyen Âge qui créèrent un alphabet stylisé. Je crois que moi et mes pairs définissons et construisons un nouvel alphabet à travers notre travail. Au début des années 1980, mon travail est centré sur mon nom. La forme et la structure sont limitées, l’intention étant la plus grande lisibilité. Avec la vague du mouvement de l’East Village et une formation en Histoire de l’art, mon style change, se restructure et redevient plus abstrait. Je voudrais préciser que ma conviction est que notre mouvement s’est formé, développé, et a mûri sans influence extérieure, si ce n’est la bande dessinée. Phase 2, Part, Delta II, Dez, furent mes plus fortes influences. C’est à travers leur vision et leur détermination que mon style s’est forgé. L’art fut et restera toujours notre crime et notre passion. »

## Expositions

### Personnelles
Années 1990
| 1993 - Speerstra Gallery / Michel Gillet, From the Gates of the Ghetto, Paris 1994 - Espace Mirajes, Post Modern Supermarket of Style, Paris - Parsec Corporation, Induced Vertigo, Berlin 1995 - Space-Time-Light Gallery, Between Passion there is always Pain, New York | 1996 - Oxford Gallery, Projecting the Pain, Oxford - Ark Gallery, Sharp-Jonone, Tokyo 1997 - Brick Lane Gallery, Roots Remembered, Londres - Galerie L ’Aeronef, Symphony to your fears, Lille 1998 - Jacs Gallery, Study of Symbolism, Londres |  |

Années 2000
| 2002 - Speerstra Gallery, The Reeducation of Sharpy Butterz, Paris - Mi Art, Prosper, Milan 2003 - Per M Space Gallery, The Debut of Baby got Knots, Tokyo - Fashion Institute of Technology, Deans Gallery, The Seven Thunders, New York 2005 - Speerstra Gallery, Romance of innocence from hence we came, Paris - Carhartt Paris, Nutricious, Paris - Sharp-Henry Chalfant, The ex-political factor, Amsterdam - Mhi, New protocols of the learned elders, London | 2006 - My Own Gallery, Live Painting, Milan (Italie) - Montana Gallery, Henry Chalfant / Sharp, Barcelone (Espagne) - Galleria Palazzo,Daze and Sharp, Florence (Italie) - Nano Universe, Bronx Style, Tōkyō (Japon) 2008 - Avant Garden Gallery Ghetto Bougeois, Milan 2009 - Speerstra Gallery, Magical Radical Renegades, Genève (Suisse) - Galeria Art-Vall, Decadent aspect of poverty, Andorre |  |

2011
- Helenbeck Galerie, Changing the game, Nice (France)

### De groupes (1983-1993)
| 1983 - Fun Gallery, New York - Kamikaze Club, Urban Art, New York - East 7th street Gallery, Under Dog, New York - Terminal Art Show, New York 1984 - Fun Gallery, Christmas Show, New York - Ground Zero Gallery, New York - Limbo Loundge, Sharp and Martin Wong, New York - Ursula Schurr Gallery, Stuttgart - Basel Art Fair 15, Suisse - Fay Gold Gallery, Atlanta - Gallozzi-Laplaca Gallery, New York Graffiti Writers 1972-1984, Abecedary, New York - First National Museum of Bullshit P.s.1, New York 1985 - Nada Gallery, Brute Force, New York - Cuando, Purgatory, New York - Basel Art Fair 16, Suisse 1986 - Fashion Moda Benefit, Art and Industry, New York - Ground Zero Gallery, Three Aspects of Abstract Techno Symbolism, New York | 1987 - Franklin Furnace Gallery, Melee, New York 1988 - Prego, KaDance, Milan 1990 - Museum of American Graffiti, New York - Colin Greco Gallery, Lo-Hi Sho, New York 1991 - Musée National des Monuments Français, Artistes américains et français 1981-1991, Paris - Galerie Black New Arts, Afro-américains et Europe, Paris 1992 - Galerie Gleiditch 45, 8 Urban Artists, Berlin - Galerie Magda Danysz, Urban Art, Paris - Galerie Michel Vidal, Wanted, Paris 1993 - Space Time Light Gallery, Coming out of the can, New York - Monde de l ’art, 4 maîtres du Spray, Paris |  |

2008
- Helenbeck Galerie / Jean Gismondi Galerie, "Whole in the wall", Paris (France)

2009
- Helenbeck Galerie, Whole in the wall, New-York (USA)
- Helenbeck Galerie, Il est interdit d'interdire, Nice (France)

2010
- Helenbeck Galerie / Jean Gismondi Galerie, Who's the king, Paris (France)